# Martin Laberenz
Martin Laberenz (* 1982 in Finnland) ist ein deutscher Theaterregisseur.

## Leben
Laberenz wuchs in Wetter an der Ruhr auf. Nach einem abgebrochenen Literaturstudium an der Ruhr-Universität Bochum ging Laberenz direkt ans Theater, wo er am Schauspielhaus Bochum als Regieassistent bei Jürgen Kruse und Helge Schneider begann.
Anschließend wechselte er an das Thalia Theater in Hamburg, wo er u. a. bei Inszenierungen von Armin Petras, Michael Thalheimer, René Pollesch und Andreas Kriegenburg drei Jahre als Regieassistent tätig war. Seine ersten eigenen Regiearbeiten realisierte Laberenz am Thalia Theater Hamburg (Bernard-Marie Koltès: Die Nacht kurz vor den Wäldern) und am Maxim-Gorki-Theater in Berlin. 2008 spielte er an der Volksbühne am Rosa-Luxemburg-Platz in René Polleschs Inszenierung Tal der fliegenden Messer.
Ab der Spielzeit 2008/09 war Martin Laberenz als Hausregisseur an der „Skala“ des Centraltheaters Leipzig engagiert. Dort entwickelte er zunächst die Inszenierungen Maschinenwinter und Die Abschaffung der Arten nach Dietmar Dath, Idioten nach Lars von Triers gleichnamigem Film und Vielleicht – vielleicht auch nicht nach Gabriele D’Annunzio. Weitere Produktionen, die Laberenz dort realisierte, waren Dostojewskijs Schuld und Sühne (2012) und Aufzeichnungen aus dem Kellerloch (2012) und Samuel Becketts Endspiel (2013). In Zusammenarbeit mit Wolfram Lotz schrieb und realisierte er das Theaterstück Zerschossene Träume (2012), eine Koproduktion mit den Ruhrfestspielen Recklinghausen.
2009 wurde er in der Zeitschrift theater heute als „Nachwuchsregisseur des Jahres“ nominiert. Außerdem war er 2010 als Darsteller in René Polleschs Inszenierung Ruhrtrilogie zu sehen, eine Koproduktion der Volksbühne Berlin mit dem Ringlokschuppen Mülheim an der Ruhr.
Während seines Leipziger Festengagements war Laberenz als Gastregisseur am Schauspiel Dortmund engagiert. Er entwickelte und inszenierte dort in der Spielzeit 2010/11 im Studio die Adaption von Takashi Miikes Film Visitor Q, eine Produktion, die aufgrund einer  eingearbeiteten Pornofilm-Sequenz erst ab 18 Jahren freigegeben wurde, aber Anerkennung fand und zum NRW-Theatertreffen eingeladen wurde. In der Spielzeit 2011/12 folgte seine Inszenierung Naked Lenz (frei nach Georg Büchner und David Cronenberg), in der Laberenz die Einheit von Raum und Zeit, aber auch von Fiktion und Realität vollständig auflöst. In der Spielzeit 2012/13 inszenierte Laberenz als seine dritte Regiearbeit am Theater Dortmund Die Nibelungen nach Friedrich Hebbel, deren Premiere jedoch kurzfristig aus künstlerischen Gründen einvernehmlich abgesagt wurde.
Seit der Spielzeit 2012/13 arbeitet Laberenz als freier Regisseur. Er inszenierte seither u. a. am Schauspiel Stuttgart, am Düsseldorfer Schauspielhaus (Spielzeit 2013/14, Der Spieler) und am Schauspiel Hannover (Spielzeit 2015/16, Die Brüder Karamasow). In der Spielzeit 2014/15 war er als Gastregisseur erstmals am Oldenburgischen Staatstheater engagiert, wo er die Shakespeare-Komödie Was ihr wollt als Spiel „mit drastisch-hektischen Klamauk“, viel „Gehampel und Gebrüll“ und Nacktheit inszenierte. In der Spielzeit 2017/18 inszenierte er am Theater Oberhausen das Lustspiel Pension Schöller.
Seit 2013 inszeniert er regelmäßig am Deutschen Theater Berlin. In der Spielzeit 2018/19 brachte er in den Kammerspielen des Deutschen Theaters seine Inszenierung von Peter Handkes Stück Publikumsbeschimpfung in einer Koproduktion mit dem Schauspiel Stuttgart auf die Bühne.
Das Theater Oberhausen schrieb charakterisierend über Laberenz’ Arbeits- und Regiestil: „Dramatische Konflikte treibt er so sehr auf die Spitze, dass er die Schauspieler*innen und ihre Figuren in eine wilde Anarchie treibt, manchmal bis an den Rand des Wahnsinns.“
Die Bühnen- und Kostümbildnerin Aino Laberenz ist seine Schwester.